# José Tibúrcio de Magalhães
José Tibúrcio Pereira de Magalhães (Recife, 1831 — ?, 1886) foi um engenheiro e arquiteto brasileiro.

## Biografia
Como arquiteto, desenhou o Theatro da Paz (1869) em Belém do Pará e a Assembléia Legislativa de Pernambuco (1870) no Recife, ambos projetos de forte caráter neoclássico. 
Também no Recife dirigiu as obras de reconstrução do Teatro Santa Isabel, destruído em um incêndio em 1869, seguindo um projeto do arquiteto francês Louis Léger Vauthier.